# Uljanik
«Ульяник» (хорв. Uljanik) — судостроительное предприятие в Пуле, Хорватия, одно из старейших предприятий в данной отрасли. Основано в 1856 году. Предприятие проектирует, конструирует и строит все типы судов, включая танкеры для перевозки нефти и нефтепродуктов, наливных грузов, а также паромы для перевозки контейнеров, грузовых автомобилей, железнодорожных вагонов, автомобилей, пассажиров.

## История
Судостроительный завод был основан в 1856 году, в качестве верфи Австро-венгерского военно-морского флота. Первый камень в фундамент был заложен 9 декабря императрицей Елизаветой Баварской, эта дата отмечается как годовщина судостроительного завода и считается одной из старейших в мире. Почти через два года после закладки первого камня в основание — 5 октября 1858 года, первое судно — «Кайзер», водоизмещением 5194 тонны, приводимый в действие паровым двигателем мощностью 590 кВт., было спущено на воду. После, последовало строительство 55 судов различных типов для Австро-венгерского флота, общим дедвейтом 53,588 тонн.
Во время итальянского правления верфь занималась ремонтом и разделкой старых кораблей. После падения Италии во время 2-й мировой войны завод стал немецкой военно-морской базой. С 1947 года, после бомбардировок, судоверфь был на ремонте в рамках союзной республики Югославия. С 1950 года после постройки и восстановления первых сооружений, последовали проекты конструкций, относящиеся к судоверфи.  Завод продолжил заниматься реконструкцией и ремонту судов, в то время как первые суда были построены в 1951 году.
Начиная с 1990 года, с обретением независимости Хорватии, завод становится акционерным обществом, продолжается с судостроительное производство различных и специальных кораблей, а во второй половине 1998 года проход технологическое переоснащение. В период с 1947 года до конца 1998 года, на заводе «Uljanik» для заказчиков со всего мира построено свыше 194 судов, на общую сумму свыше 6 млн тонн дедвейта.
После банкротства в 2020 году, 54.77% акций предприятия выставлены на торги в 2023 году.